# Обични кајман
Обични кајман (лат. Caiman crocodilus) неотропски је гмизавац из фамилије алигатора (Alligatoridae) са највећим ареалом међу врстама фамилије. Насељава све типове мочварних и речних станишта Централне и Јужне Америке.

## Исхрана
Младунци се углавном хране речним бескичмењацима. Са старошћу, исхрана се све више обогаћује кичмењацима, а одрасли могу лако ловити и велике сисаре. У сушним периодима године крокодил-кајмани се престају хранити. Под оваквим условима долази и до појаве канибализма.

## Размножавање
Женке постају репродуктивно способне са 4-7 година старости, када су 1,2 m дугачке. Мужјаци репродуктивну способност стичу када нарасту на 1,4 m дужине. Неколико женки може делити једно гнездо, што као стратегија омогућава лакшу одбрану јаја и младих. Ради истог циља, дешава се да једна женка прихвати хранитељску и одбрамбену улогу за младунце неколико парова. Социјална хијерархија се успоставља већ међу младунцима.

## Систематика и географија врсте
Врста обични кајман обухвата три до четири подврсте:
- — живи у реци Рио Апапорис
- — распрострањен у Колумбији, Перуу, деловима Амазона (Бразил)
- — Мексико
- — већина аутора сматра је сестринском врстом (Caiman yacare)

## Додатне информације и литература
- Crocodilian Species list from the Florida Museum of Natural History